# 錫門頓 (紐約州)
錫門頓（英語：Cementon）是位於美國紐約州格林縣的普查規定居民點。

## 人口
根據2020年美國人口普查的數據，錫門頓的面積為0.85平方千米，皆為陸地。當地共有人口164人，而人口密度為每平方千米192.94人。